# ABC Radio Networks
ABC Radio Networks, también conocida simplemente como ABC Radio, es una cadena estadounidense de radioemisoras. La cadena sindica a algunas de las más famosas personalidades de la radio norteamericana, tales como Sean Hannity y Don Imus. Es una unidad de Citadel Broadcasting, que licencia la marca ABC de The Walt Disney Company, la antigua dueña de la cadena.

## Historia
ABC tiene sus orígenes en una primitiva cadena encabezada por WJZ en Nueva York, la cual proveía programas a otras estaciones a través de las líneas de Western Union. WJZ (originalmente propiedad de Westinghouse Electric Corporation) y su cadena fueron absorbidos dentro de la NBC en 1927; la cadena de WJZ fue conocida como la Blue Network, mientras que WNBC era conocida como la Red Network. Las dos cadenas de NBC eran propiedad de Radio Corporation of America, pero fueron forzadas a separarse cuando la Comisión Federal de Comunicaciones declaró en 1940 que lo anteriormente señalado era un monopolio. Ambas cadenas eran mencionadas en el aire como "NBC, the National Broadcasting Company", pero internamente y para los avisadores se referían a ellas como las cadenas "Red" y "Blue". Preparándose para la separación, la operación que después se convertiría en ABC comenzó siendo llamada en su señal como "The Blue Network". Fue renombrada American Broadcasting Company, Inc. en 1945 (posteriormente la compañía compró los derechos del nombre a Storer Broadcasting).
En 2005, ABC comenzó a explorar la venta de su división de radio. Las grandes competidoras por la compra de la cadena, que incluían 22 de las estaciones más grandes de ABC, así como también las cadenas de charla y música, eran Entercom Communications (con sede Bala Cynwyd, Pennsylvania) y Citadel Broadcasting, perteneciente a Forstmann Little & Company. Citadel fue escogida como la mejor oferta y el acuerdo se contrató en febrero de 2006. El acuerdo no incluía a Radio Disney, ESPN Radio (ni su contraparte en español, ESPN Deportes Radio), o las cinco estaciones de ESPN Radio que actualmente están adquiridas por Disney. Sin embargo, Citadel posee varias estaciones de ESPN en mercados pequeños y medianos, incluyendo WYOS en Binghamton, Nueva York; KTIK en Boise, Idaho; y KESP en Modesto (California). La unidad ABC News, perteneciente a Disney, aún seguiría produciendo programación de ABC News Radio para su distribución bajo la administración de Citadel. A pesar del cambio de propietario, ABC Radio aún incluye a ESPN Radio y ESPN Deportes como parte de la familia de ABC Radio, a pesar de que Radio Disney ya no se incluye en dicho conjunto.
El 30 de octubre de 2008, ABC Radio firmó un acuerdo de desarrollo de productos y distribución con Comcast, la cual entrega el contenido de E! Entertainment, Style Network y G4 a las afiliadas de radio terrestre.

### Formatos satelitales
En 1989, ABC Radio Network adquirió Satellite Music Network. En la actualidad, la división, conocida como "ABC Music Radio", provee 10 formatos satelitales a las estaciones afiliadas, principalmente en mercados radiales pequeños y medianos, y en los subcanales de radios de alta definición en los grandes mercados. Ellos pueden operar sus estaciones virtualmente sin nombre y sin nada más que un computador y una conexión satelital.
Los formatos musicales que ofrece continuamente ABC Radio son:
Hasta junio de 2008, "ABC Music Radio" es el único eslabón de la cadena de radios comerciales de música que no era propiedad de Triton Media Group.